# Oberschöna

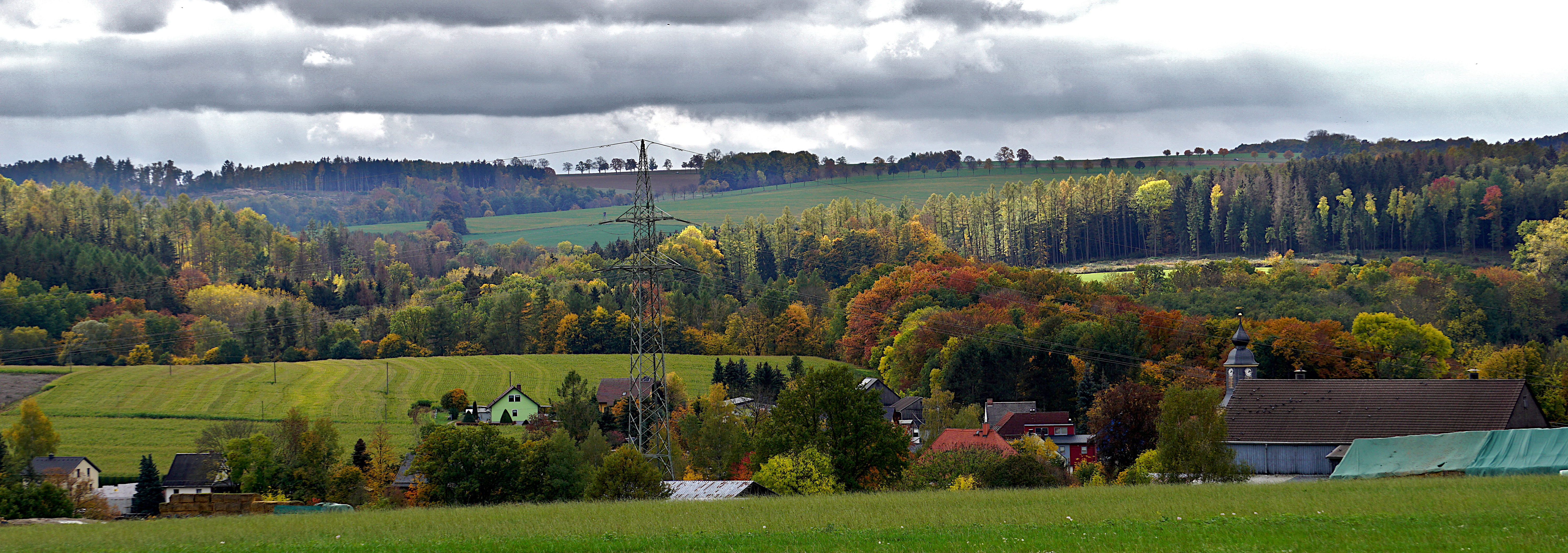
Oberschöna im Herbst 2022

Oberschöna ist eine seit dem 1. Januar 1997 zusammengeschlossene Gemeinde im Landkreis Mittelsachsen in Sachsen, bestehend aus fünf Dörfern und einer Eisenbahnsiedlung. Hervorgegangen ist der Gemeindeverbund aus einem kommunalen landwirtschaftlichen Rat, beziehungsweise ab 1973 aus dem Gemeindeverwaltungsverband „An der Striegis“, dem neben Bräunsdorf, Kleinschirma, Langhennersdorf, Oberschöna und Wegefarth auch der heute zu Freiberg gehörige Stadtteil Kleinwaltersdorf angehörte.

## Ortsgliederung
Oberschöna besteht aus folgenden Gemeindeteilen:
Ortsteile:
- Bräunsdorf (mit Zechendorf)
- Kleinschirma
- Langhennersdorf
- Oberschöna
- Wegefarth

Eisenbahnsiedlung
- Bahnhof Frankenstein (in Gemarkung Wegefarth)

## Geographie

### Lage
Das Waldhufendorf Oberschöna liegt im Osterzgebirge, 6 km westlich von Freiberg, 6 km nördlich von Brand-Erbisdorf und 30 km östlich von Chemnitz in einer Höhenlage von 350 m bis 390 m über NN. Die Gemeinde befindet sich im Tal der Großen Striegis. Durch den Ort führt die Bundesstraße 173, eine Staatsstraße führt nach Brand-Erbisdorf.

### Nachbarorte
| Striegistal |                                             | Großschirma |
| Hainichen   | Kompassrose, die auf Nachbargemeinden zeigt | Freiberg    |
| Oederan     | Brand-Erbisdorf                             |             |

Der Ortsteil Oberschöna grenzt im Westen an die Siedlung Bahnhof Frankenstein, im Norden an den Ortsteil Wegefarth, im Westen an den Ortsteil Kleinschirma,
im Südwesten an die Brand-Erbisdorfer Ortsteile St. Michaelis und Linda und im Südosten an den Oederaner Ortsteil Kirchbach.

## Geschichte

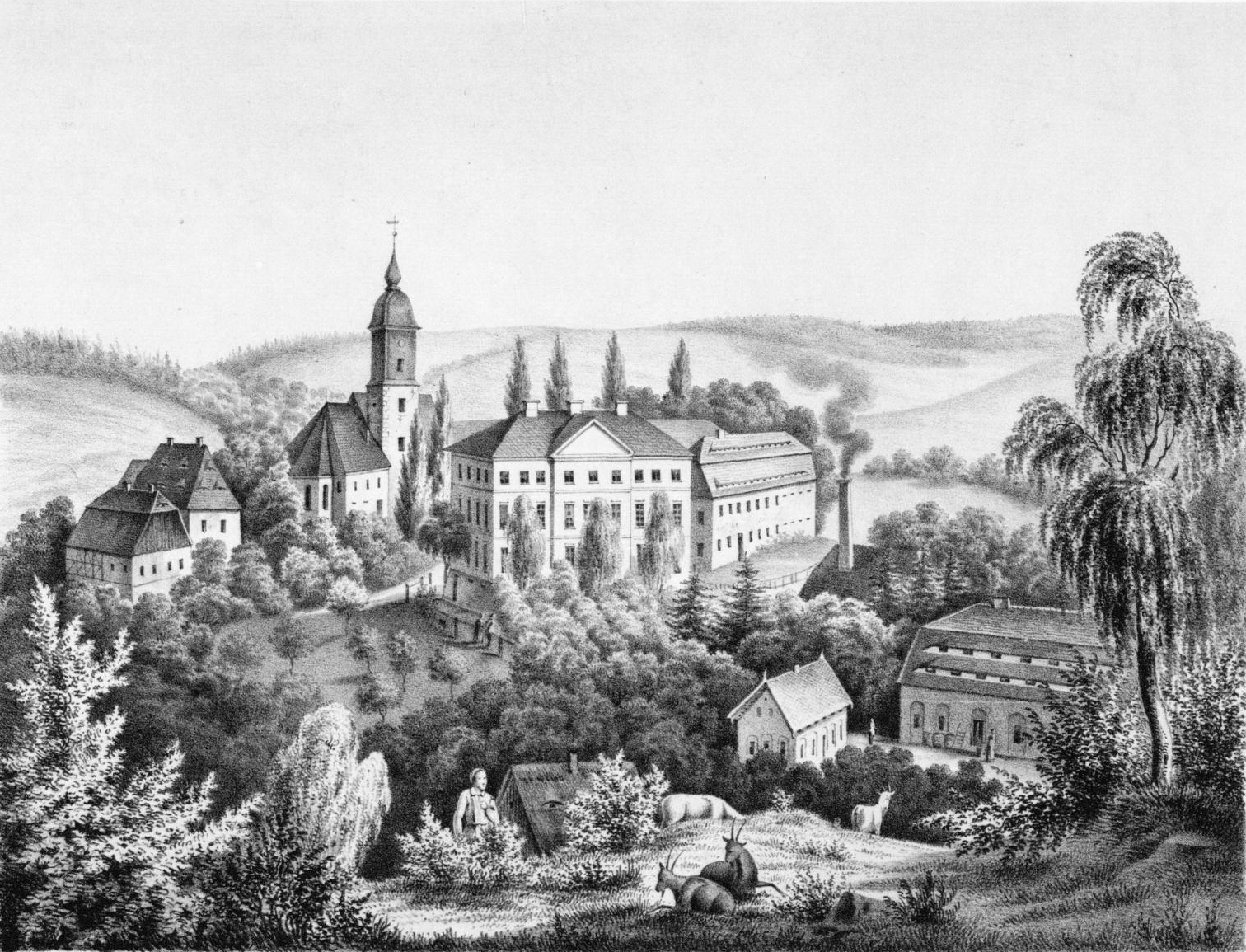
Rittergut Oberschöna (um 1860)

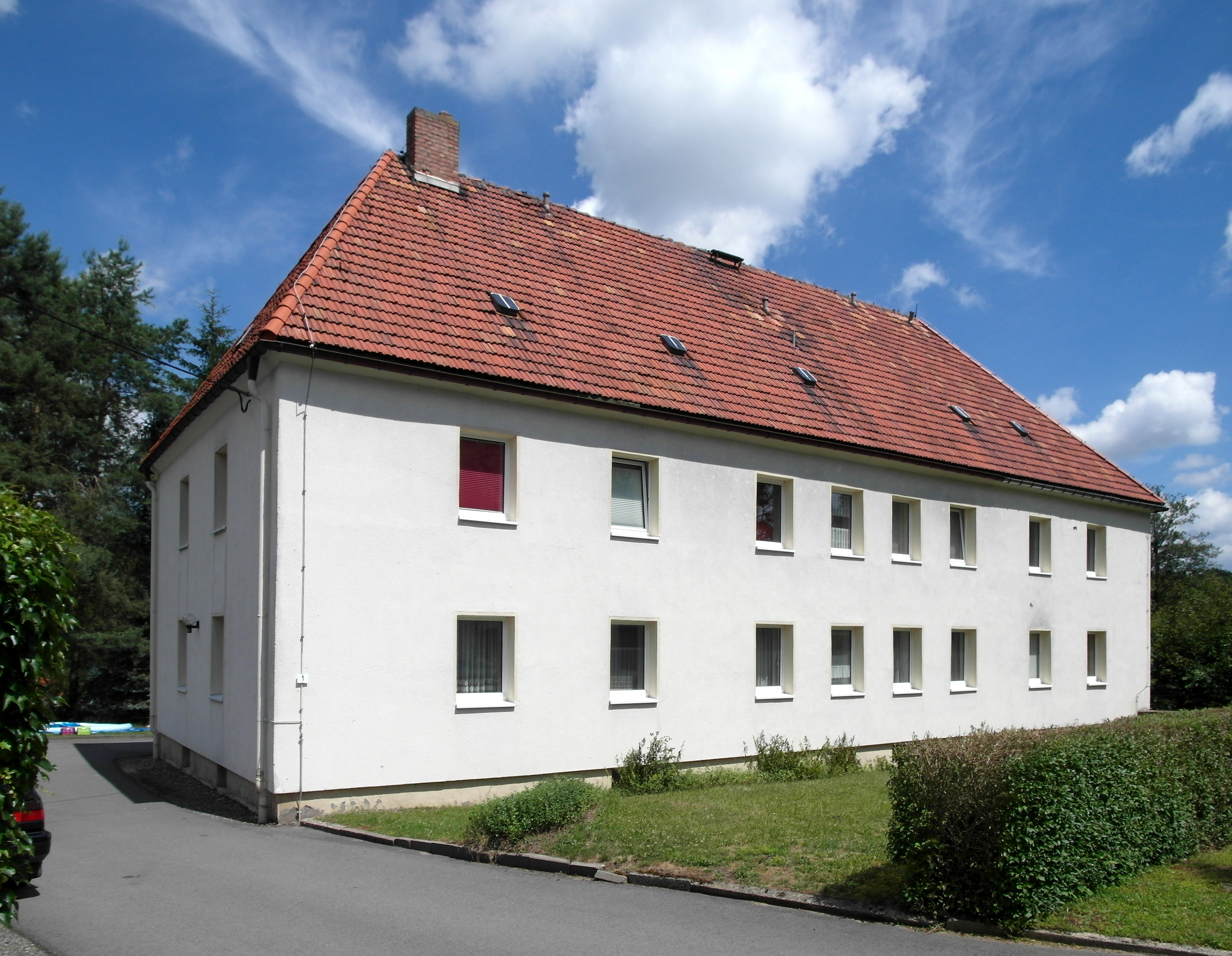
Rittergut Oberschöna. Wohnhaus auf den Grundmauern des ehem. Schlosses

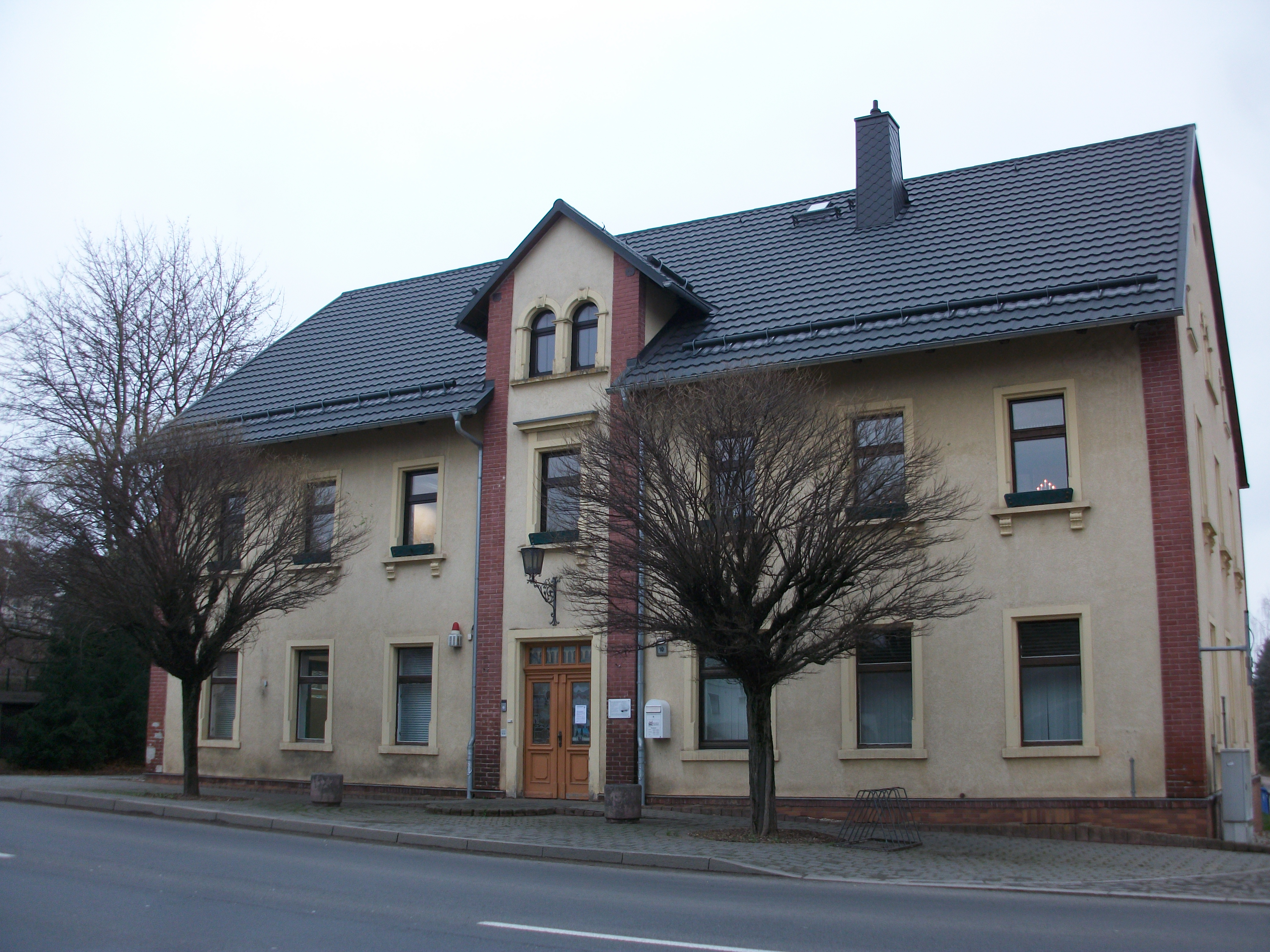
Gemeindeamt Oberschöna, ehemaliges Erbgericht

Oberschöna wurde 1183 erstmals urkundlich erwähnt. In einer Urkunde von 1185, in der die Grenzen der östlich gelegenen Besitzungen des Klosters Altzella beschrieben werden, wird auch der vier Eckhardschen Dörfer gedacht. Diese waren Lehen des hessischen Klosters Hersfeld. Später schlussfolgerte man sicher, dass Oberschöna, Linda, aber auch Wegefarth und vermutlich St. Michaelis zu diesen Dörfern gehörten.
Seit 1445/1447 war in Oberschöna ein Rittersitz bzw. Vorwerk vorhanden, das seit 1551 als Rittergut bezeichnet wurde. Dieses war vom 14. Jahrhundert bis 1761 im Besitz der Familie von Schönberg, danach besaß es bis 1771 der Amtshauptmann von Gersdorff, danach bis mindestens 1860 die Familie von Carlowitz. Zur Grundherrschaft Oberschöna gehörten neben Oberschöna die Orte Oberreichenbach und Kirchbach. Bis ins 16. Jahrhundert unterstanden auch die Stadt Hainichen und die Dörfer Wingendorf und Frankenstein dem Rittergut Oberschöna, sie kamen aber später unter die Grundherrschaft des Ritterguts Wingendorf.
Oberschöna lag nach der Säkularisation des Klosters Altzella im 16. Jahrhundert bis 1856 im kursächsischen bzw. königlich-sächsischen Kreisamt Freiberg. Ab 1856 gehörte der Ort zum Gerichtsamt Freiberg und ab 1875 zur Amtshauptmannschaft Freiberg. Nach dem Zweiten Weltkrieg wurde das Herrenhaus des Ritterguts Oberschöna abgerissen. Ein Wirtschaftsgebäude ist bis heute erhalten geblieben.
Durch die zweite Kreisreform in der DDR kam Oberschöna im Jahr 1952 zum Kreis Freiberg im Bezirk Chemnitz (1953 in Bezirk Karl-Marx-Stadt umbenannt), der ab 1990 als sächsischer Landkreis Freiberg fortgeführt wurde und 2008 im Landkreis Mittelsachsen aufging.

### Eingemeindungen
| Ehemalige Gemeinde         | Datum      | Anmerkung                                                         |
| -------------------------- | ---------- | ----------------------------------------------------------------- |
| Bräunsdorf                 | 01.03.1994 | Zusammenschluss mit Langhennersdorf zu Bräunsdorf-Langhennersdorf |
| Bräunsdorf-Langhennersdorf | 01.01.1997 |                                                                   |
| Kleinschirma               | 01.01.1994 |                                                                   |
| Langhennersdorf            | 01.03.1994 | Zusammenschluss mit Bräunsdorf zu Bräunsdorf-Langhennersdorf      |
| Oberschöna, Gutsbezirk     | um 1922    |                                                                   |
| Wegefarth                  | 01.07.1950 |                                                                   |

### Einwohnerentwicklung

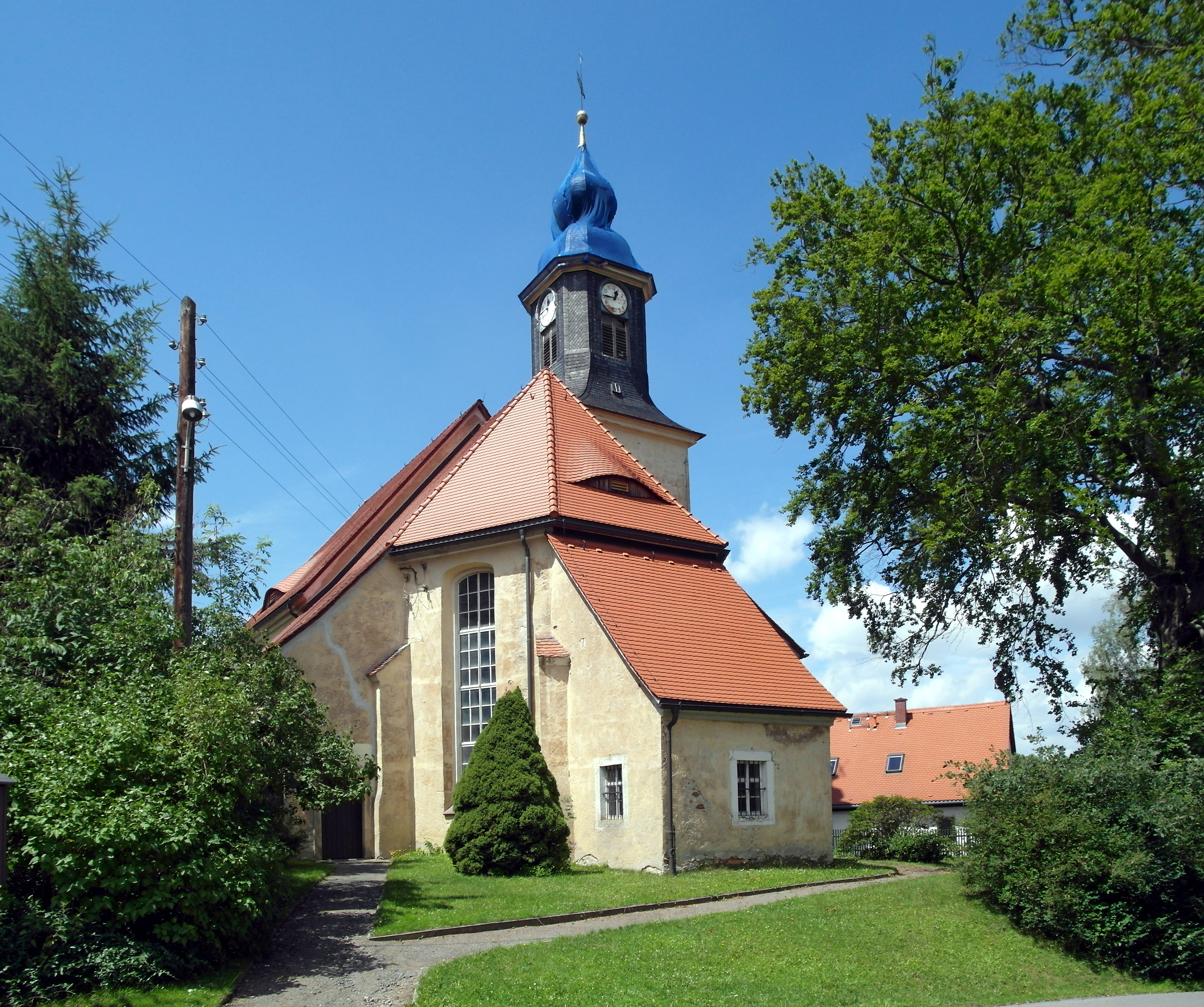
Kirche Oberschöna

Folgende Einwohnerzahlen der Gemeinde Oberschöna beziehen sich auf den 31. Dezember des voranstehenden Jahres mit Gebietsstand Januar 2007:
| 1982 bis 1988 - 1982 – 3.843 - 1983 – 3.833 - 1984 – 3.808 - 1985 – 3.737 - 1986 – 3.664 - 1987 – 3.565 - 1988 – 3.574 | 1989 bis 1995 - 1989 – 3.503 - 1990 – 3.437 - 1991 – 3.401 - 1992 – 3.415 - 1993 – 3.543 - 1994 – 3.688 - 1995 – 3.775 | 1996 bis 2002 - 1996 – 3.844 - 1997 – 3.868 - 1998 – 3.915 - 1999 – 3.903 - 2000 – 3.864 - 2001 – 3.836 - 2002 – 3.803 | 2003 bis 2013 - 2003 – 3.784 - 2004 – 3.773 - 2005 – 3.711 - 2006 – 3.679 - 2007 – 3.665 - 2012 – 3.397 - 2013 – 3.347 |

 Quelle: Statistisches Landesamt des Freistaates Sachsen

## Politik

### Gemeinderat
Seit der Gemeinderatswahl am 9. Juni 2024 verteilen sich die 14 Sitze des Gemeinderates folgendermaßen auf die einzelnen Gruppierungen:
- Freie Wähler Mittelsachsen e. V.: 8 Sitze
- CDU: 4 Sitze
- AfD: 1 Sitz (vier Sitze bleiben mangels Bewerber unbesetzt)
- Linke: 1 Sitz

| Gemeinderat ab 2024Insgesamt 14 Sitze - Linke: 1 - FWM: 8 - CDU: 4 - AfD: 1 Vier Sitze der AfD bleiben unbesetzt. Der Gemeinderat verkleinert sich entsprechend. | Liste                            | 2024   | 2024   | 2019   | 2019   | 2014   | 2014   |
| Gemeinderat ab 2024Insgesamt 14 Sitze - Linke: 1 - FWM: 8 - CDU: 4 - AfD: 1 Vier Sitze der AfD bleiben unbesetzt. Der Gemeinderat verkleinert sich entsprechend. | Liste                            | Sitze  | in %   | Sitze  | in %   | Sitze  | in %   |
| Gemeinderat ab 2024Insgesamt 14 Sitze - Linke: 1 - FWM: 8 - CDU: 4 - AfD: 1 Vier Sitze der AfD bleiben unbesetzt. Der Gemeinderat verkleinert sich entsprechend. | Freie Wähler Mittelsachsen e. V. | 8      | 43,5   | 5      | 26,0   | 7      | 37,0   |
| Gemeinderat ab 2024Insgesamt 14 Sitze - Linke: 1 - FWM: 8 - CDU: 4 - AfD: 1 Vier Sitze der AfD bleiben unbesetzt. Der Gemeinderat verkleinert sich entsprechend. | AfD                              | 1      | 25,8   | 1      | 18,6   | –      | –      |
| Gemeinderat ab 2024Insgesamt 14 Sitze - Linke: 1 - FWM: 8 - CDU: 4 - AfD: 1 Vier Sitze der AfD bleiben unbesetzt. Der Gemeinderat verkleinert sich entsprechend. | CDU                              | 4      | 24,8   | 8      | 41,4   | 10     | 52,6   |
| Gemeinderat ab 2024Insgesamt 14 Sitze - Linke: 1 - FWM: 8 - CDU: 4 - AfD: 1 Vier Sitze der AfD bleiben unbesetzt. Der Gemeinderat verkleinert sich entsprechend. | Linke                            | 1      | 5,8    | 1      | 6,5    | 1      | 8,5    |
| Gemeinderat ab 2024Insgesamt 14 Sitze - Linke: 1 - FWM: 8 - CDU: 4 - AfD: 1 Vier Sitze der AfD bleiben unbesetzt. Der Gemeinderat verkleinert sich entsprechend. | Grüne                            | –      | –      | 1      | 7,6    | –      | –      |
| Gemeinderat ab 2024Insgesamt 14 Sitze - Linke: 1 - FWM: 8 - CDU: 4 - AfD: 1 Vier Sitze der AfD bleiben unbesetzt. Der Gemeinderat verkleinert sich entsprechend. | SPD                              | –      | –      | –      | –      | –      | 1,9    |
| Gemeinderat ab 2024Insgesamt 14 Sitze - Linke: 1 - FWM: 8 - CDU: 4 - AfD: 1 Vier Sitze der AfD bleiben unbesetzt. Der Gemeinderat verkleinert sich entsprechend. | Wahlbeteiligung                  | 77,3 % | 77,3 % | 74,8 % | 74,8 % | 63,0 % | 63,0 % |

### Bürgermeister
Rico Gerhardt (CDU) wurde im Juni 2015 zum Nachfolger von Helmut Zönnchen (CDU) gewählt und im Juni 2022 mit 94,2 % im Amt bestätigt.
| Wahl | Bürgermeister   | Vorschlag | Wahlergebnis (in %) |
| ---- | --------------- | --------- | ------------------- |
| 2022 | Rico Gerhardt   | CDU       | 94,2                |
| 2015 | Rico Gerhardt   | CDU       | 95,8                |
| 2008 | Helmut Zönnchen | CDU       | 90,2                |
| 2001 | Helmut Zönnchen | CDU       | 92,4                |
| 1994 | Helmut Zönnchen | CDU       | 90,8                |

## Kultur und Sehenswürdigkeiten
- siehe auch: Liste der Kulturdenkmale in Oberschöna

## Verkehr
- Flugplatz Langhennersdorf in Langhennersdorf
- Bahnstrecke Dresden–Werdau mit Haltepunkten in Frankenstein (Sachs) und Kleinschirma (Teil der Sachsen-Franken-Magistrale)
- Die Bahnstrecke Nossen–Moldau durchläuft mit 1,5 km die Gemarkung Langhennersdorf, nächster Anschluss besteht am Bahnhof Kleinwaltersdorf
- über Großschirma besteht Anschluss an die Bundesstraße 101
- Bundesstraße 173 durchquert Oberschöna
- Staatsstraße 203 durchquert Bahnhof Frankenstein und endet in Oberschöna
- Staatsstraße 205 durchquert Bräunsdorf
- Staatsstraße 206 beginnt in Oberschöna
- der nächste Autobahnanschluss, an die Bundesautobahn 4, besteht in Berbersdorf (5,5 km)

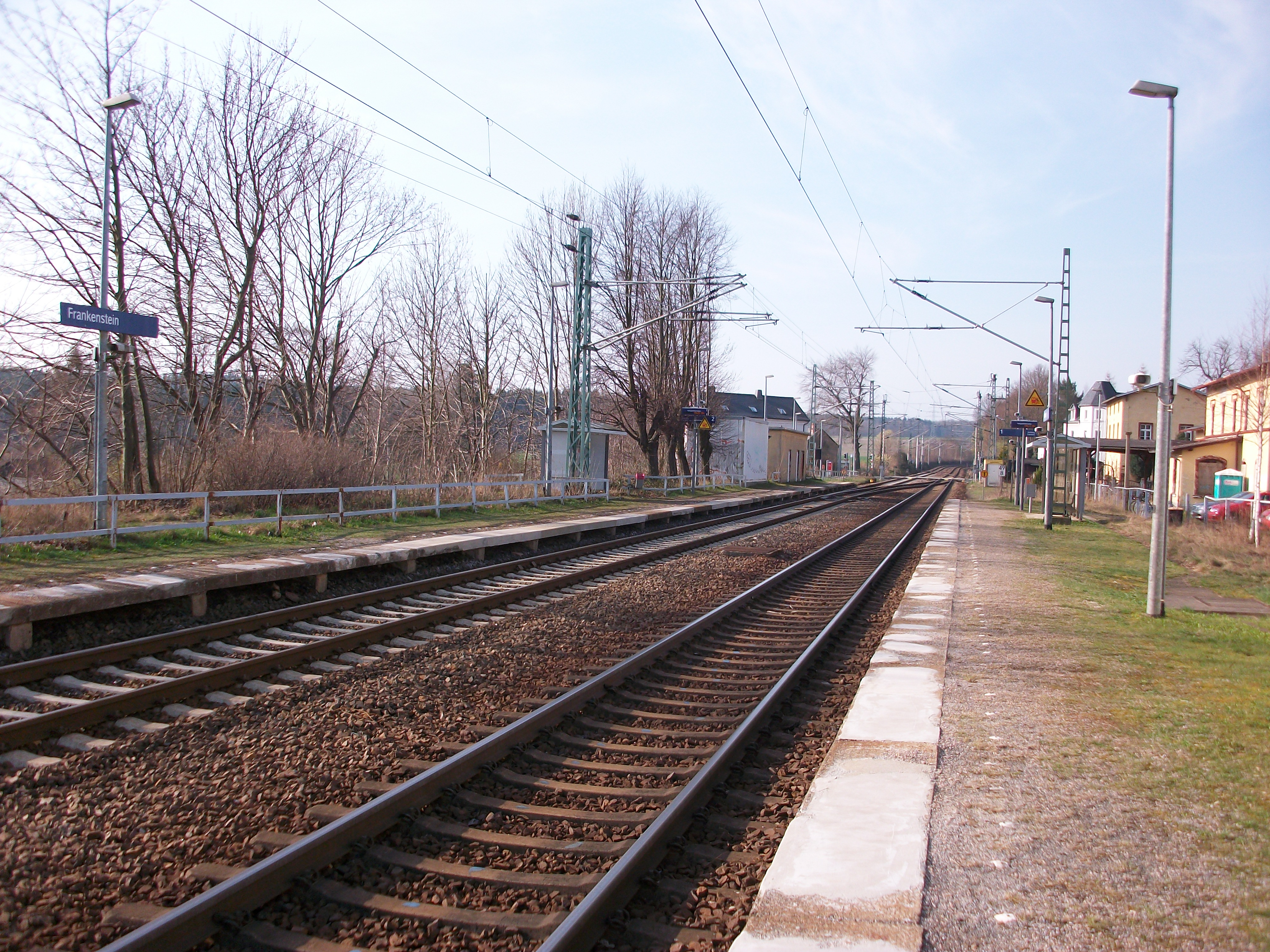
Bahnhof Frankenstein (Sachs) (2016)
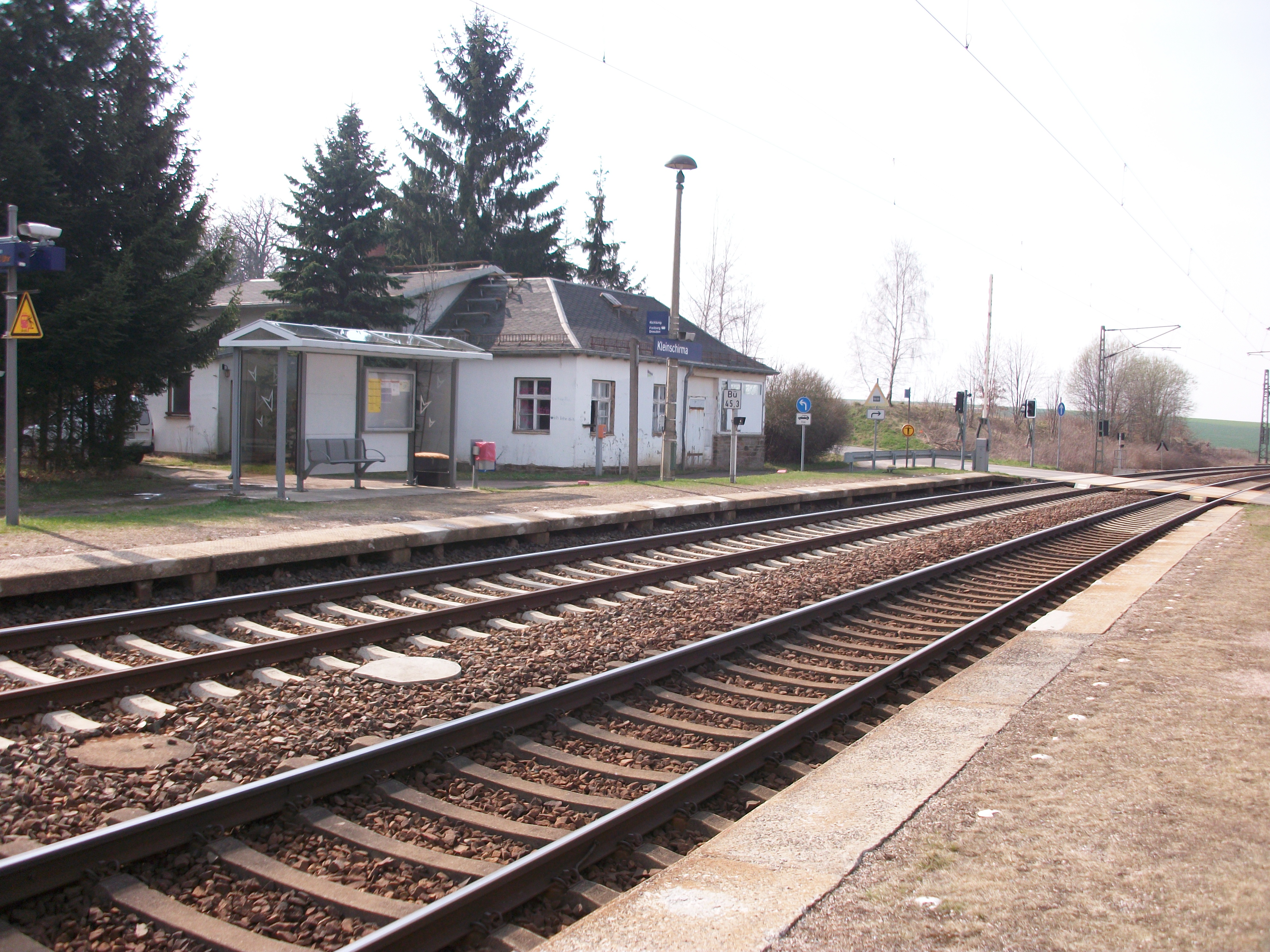
Teilansicht des Haltepunkts Kleinschirma (2016)

## Persönlichkeiten
- Eduard Stein (1818–1864), Dirigent und fürstlicher Hofkapellmeister von Schwarzburg-Sondershausen
- Wilhelm Poller (1860–1935), Polizeipräsident und Politiker
- Christian Ehrenfried Seifert von Tennecker (1770–1839), Offizier, Tierarzt, Hippologe und Schriftsteller
- Hermann Teistler (1867–1937), sozialistischer Publizist und Verleger
- Philipp von Wegefarth, Gutsherr, historisch belegbare Sagengestalt
- Herbert Ehrlich (1932–2019), Ingenieur und Professor für Regelungstechnik
- Bernd Silbermann (* 1941), Mathematiker, geboren in Langhennersdorf

## Persönlichkeiten, die vor Ort gewirkt haben
- Adolf Gottlieb Fiedler (1771–1850), Unternehmer in Sachsen und Polen
- Romanus Teller (1703–1750), Theologe und Hochschullehrer
- Hans Heinrich von Crostewitz
- Elsa Asenijeff (1867–1941), Schriftstellerin